# خوزه لورل
خوزه لورل (انگلیسی: José P. Laurel؛ ۹ مارس ۱۸۹۱ – ۶ نوامبر ۱۹۵۹) یک سیاست‌مدار اهل فیلیپین و از اکتبر ۱۹۴۳ تا اوت ۱۹۴۵ رئیس‌جمهور این کشور بود.